# Ngāpuhi
Ngāpuhi, auch Ngā Puhi geschrieben, ist der größte Iwi (Volksstamm) der Māori in Neuseeland.

## Namensherkunft
Der Stamm der Ngāpuhi bezieht seinen Namen nicht aus der Beziehung zu irgendwelche Vorfahren, sondern aus einem Ereignis, dessen Geschehen aber zeitlich nicht bestimmt werden kann. Kareroariki, eine werdende Mutter des Stammes von hohem Rang, hatte aufgrund ihrer Schwangerschaft Appetit auf eine spezielle Speise, das Herz eines Menschen. Ihrem Willen wurde entsprochen, indem ein junges Mädchen, im Rang ähnlich dem ihren, geopfert wurde. Ihr Kind, das sie gebar, hatte daraufhin drei verschiedene Namen: Puhikaiariki, Puhimoanariki und Puhitaniwharau. Daraus entstand nga für viele und puhi aus dem gleichen Anfangsnamen gebildet, zusammengesetzt ngāpuhi.

## Mythologie und Abstammung
Obwohl der Stamm der Ngāpuhi sich selbst nicht auf eines der in der Mythologie der Māori bekannten Waka (Kanu) bezieht, geben andere Quellen an, dass ihre Vorfahren vom Ngātokimatawhaorua Waka und Māmari Waka abstammen, die sich beide zusammen nach der Rückkehr Kupes, von Hawaiki aus auf den Weg nach Neuseeland machten, um dort zu siedeln.
Nukutawhiti erreichte mit seiner Crew auf dem Ngātokimatawhaorua Waka die Gegend um den Hokianga Harbour zuerst, gefolgt von Ruanui mit dem Māmari Waka. Trotz Zwistigkeiten siedelten die Ankömmlinge beider Kanus im Großraum um den Hokianga Harbour und gelten als die Vorfahren des Stammes der Ngāpuhi. Nach den Vorstellungen der Ngāpuhi besteht ihr "Haus" aus dem Himmel als Vater, der das Dach darstellt, die Erde als Mutter, die den Boden darstellt und die Berge in ihrer Heimat, die die Pfosten des Hauses ausmachen.

## Geographie
Das Territorium (Rohe) des Stammes erstreckt sich im mittleren Teil der Region Northland, zwischen Hokianga Harbour und Aranga Beach an der Westküste bis hinüber nördlich von Kerikeri zu Ostküste hin, einschließlich der Bay of Islands und bis Whangārei, einschließlich Whangārei Harbour. Entsprechend der Volkszählung aus dem Jahr 2013 zählten sich 125.601 Personen dem Stamm der Ngāpuhi zu gehörig, wobei 53 % (66.569 Personen) davon ausschließlich von dem Iwi abstammten und 47 % noch von mindestens einem weiteren Stamm. Die Erhebung ergab ferner, dass 40,3 % der dem Stamm Zugehörigen in Auckland lebten und lediglich 19,9 % in Northland.

## Bedeutsame Personen des Stammes
Bekannte Häuptlinge (Chiefs) der Ngāpuhi waren Hongi Hika, der als erster Stammesführer Musketen einsetzte und damit dem Stamm zu einer besonders kriegerischen Reputation verhalf, sowie sein Neffe Hone Heke, der mit seinen mehrfachen erfolgreichen Angriffen auf den Flagstaff Hill bei Russell in die neuseeländische Geschichte einging. 